# 隆の里俊英
隆の里 俊英（たかのさと としひで、1952年（昭和27年）9月29日 - 2011年（平成23年）11月7日）は、青森県南津軽郡浪岡町（現・青森市）出身で二子山部屋所属の元大相撲力士、第59代横綱。本名は高谷 俊英（たかや としひで）。
現役時代は身長181cm、体重158㎏。得意手は、右四つ、寄り、吊り、上手投げ。引退後は年寄・鳴戸を襲名。鳴戸部屋師匠として稀勢の里、髙安、若の里、隆乃若ら7人の関取を育成した。

## 現役時代

### 大相撲界入門
浪岡町の農家の次男に生まれる。春は雪囲いの片づけをして、苗代作り、リンゴの授粉、秋は「身体が大きいから人より持たないとバカにされる。」と思いながら稲刈りを手伝い、ヤギの乳をビール瓶に詰めて学校に持っていって育った。
弘前市出身の二子山親方（第45代横綱初代若乃花）が、大鰐で下山勝則（後の若三杉、2代若乃花）をスカウトしてタクシーに乗ると、運転手が「親方、浪岡にも大きいのがいます」と言うので紹介を頼んだ。これが高谷俊英、のちの隆の里だった。
農協に貼ってあった山積みの米とリンゴを背景に立つ初代若乃花のポスターを「成功の象徴」として見て育った高谷少年は、東京には興味があったが、当初は高校入学直後で足を怪我していたため固辞した。しかし、二子山が「夜行の切符を取ってあるんだ。これが無駄になる。A寝台なんだ。」とつぶやくと、迷惑をかけてはいけない、高校を卒業してからでもいいというので、いったん東京見物をしようと思い連れだされると、その間に身辺に根回しをされてしまい観念した。のちに横綱に昇進する下山少年と高谷少年が、二子山親方に連れられ、夜行列車 「ゆうづる」に乗って一緒に上京したことになる。二子山親方は二人が途中駅で下車し引き返さないように終点上野駅の一つ前の停車駅まで一晩中寝ずに見張り、その駅を出発してようやく安心して眠ったという。
上野駅のホームに「月面にしるす第一歩のような気分で」降り立ち、杉並区の二子山部屋に到着すると、生まれて初めて牛肉のすき焼きを食べた。そろそろ帰りたいと思ったタイミングで、担任と同級生から手紙や寄せ書きが届き、すでに入門したと伝える地元紙の切り抜きが入っていた。偶然のことから二子山親方に勧誘された高谷は、浪岡高校（柔道に励んでいた）を中退して二子山部屋に入門することを決め、1968年（昭和43年）7月場所で初土俵を踏む。

### 幕下まで・糖尿病との闘い
未成年の取的時代から酒好きであり、しばしば稽古を抜け出して酒を一気飲みする、稽古の後にビールを3本飲み、ちゃんこと一緒にウイスキーを飲むという半ば酒に溺れた食生活を行っていた。隆の里がこのように大酒を飲むようになった背景には入門2年目の場所中にリンゴ園を営んでいた父を、3年目に5歳年下の妹を病気で失ったという事情がある。父の死を知ったのは、勝ち越しを決め父に朗報を伝えようと病院に電話をしたときであった。病院からの連絡を胸の内に留めていた二子山は翌日「この社会は本場所中は帰れない。力士は土俵が本業だ。それを全うするためには親の死に目に会えないこともある。お前は偉くなって恩返しするしかない。」と、自分が看板である部屋単位の巡業中で父親の死に目に会えず、悲しみをぐっと堪えてそのまま巡業を続けた自分の経験をしみじみと伝えた。
暴飲暴食が祟り、幕下だった1972年（昭和47年）に、糖尿病を患った。入院直後の空腹時血糖値は408。最初は病状を内緒にしていたが、若三杉（下山）が新十両、隆の里が幕下東5枚目だった1973年（昭和48年）7月場所、3勝3敗で最後の一番に勝てば十両入りはほぼ確定的の相撲で、体が脱力感に襲われてまるで動かず敗北した。
隆の里は師匠に病状を全て打ち明け場所後に入院した。大量の飲酒もさることながら、遺伝的要素も糖尿病の原因として大きかった。食事に厳しい制限が課せられ「いっぱい食っていっぱい稽古して」という力士が強くなるための条件を半分失った。入院して気が滅入ったが、主治医に「君は将来三役になる力士だから、しっかり治しなさい。」と言われる。師匠の二子山が「先生、高谷は病気さえ治れば大関も夢でないんです。三役になる力士なんです。見捨てないで、何としても治して下さい。」とお願いしていたことを知り奮起した。
幸いにも「稽古するな」とは言われておらず、むしろ稽古を増やすことで病状が快方に向かうので人一倍稽古をした。入院中は病院の屋上で四股を踏み、病院中が揺れて驚かれた。入院中は週二回しか風呂に入れないので、屋上での稽古後は洗面所で身体の汗を拭いた。最初は怒られたが、夜中床に新聞紙を敷いて腕立て伏せに励む姿を見た病院関係者も黙認して応援するようになった。当初は瓶に紅茶を入れてウイスキーと偽って飲んでいたが、糖尿病を隠す力士も多いなか、病気を周囲にきちんと公表し、後援者などとの酒の席でも「病気のためにあまり飲めません」と説明した。ちゃんこ鍋は野菜・豆腐を中心にして、もちろん酒は断った。肉は脂身を避け、魚は白身を選び、卵は黄身を残して白身だけを食べた。7、8杯食べていた丼飯は1杯で我慢。満腹感を得るために、ワカメを丼で食べ、無塩のトマトジュースを飲んだ。部屋の力士たちで食事に行く際も、ハンバーグやエビフライ、ステーキなど豪勢なオーダーが飛び交うなかで、自身はメニューをじっと見た挙句、わかめスープを頼み、「サラダにはマヨネーズをかけないでください」「野菜炒めは油をあまり使わないでください」と細かい注文も付け足すので、兄弟子たちからは「いちいちうるさいやつだ」と怒られた。
本人はインタビューで「相撲でつとまらなくて中途半端な状態で田舎に帰ったら、周囲から何を言われるか分からない。だから頑張った」と当時を説明している。また二子山親方夫妻も当時の幕下力士としては異例の糖尿病治療用メニューを認めるなど治療に全面的に協力していたことも大きかった。持病を公表し、さらに親方が治療に協力していることが周知されたために、後援者にも協力的な者が多かったとも伝わる。
糖尿病に効くと言われれば薬や民間療法も試すなど治療のためならまさに何でもしたが、失敗も少なくはなかった。安直な薬物療法を嫌う治療態度で知られており、当時より食事療法で糖尿病を治療する方針であった。ちゃんこ鍋に豆腐と野菜しか残っておらず、これでは良質なたんぱく質を摂取できないとスーパーマーケットでサバ缶や乳児用の粉ミルクなどを購入して口にした。前者は40円(1975年の大卒初任給は約9万円)で購入することができたうえにプロテインスコアが高いことや青魚の油分、EPA、DHAなどが豊富に含まれていること、後者は「乳児の体を健やかに成長させるものだから力士にもよいに決まっている」という考えから選んだが、当時はそのような理屈が相撲界には浸透しておらず、変わり者扱いされることもままあった。部屋から近い阿佐ヶ谷ピーコックでサバ缶を30個購入したときには、「隆の里関が飼っている犬はどんな種類なのですか。」と店員に質問されたという。
あるとき野菜ジュースを作っていた際、同部屋の兄弟子である貴ノ花に「みんなで酒飲んでるときに君だけ野菜ジュースか」と言われたことがあり、「漢方薬博士」というあだ名も贈られていた。もちろんこれは弟弟子に対する愛情表現である。ある力士仲間からは「付き合いが悪い」とも言われたが、それには耳を貸さなかった。隆の里が好きなだけ食べる日は数週間に一度だけであったという。
糖尿病をわずってからは成績がふるわず、同期生の若三杉（下山）に水をあけられたが、若三杉は大関昇進記者会見でも「同部屋のライバルは誰ですか?」と聞かれれば、たとえ失笑されても常に「ライバルは隆ノ里です（「の」の字は当時は片仮名）」と答えていたことも励みになった。若三杉が横綱・若乃花になって以降も、インタビューなどでは「隆の里は俺より強いですよ」とたびたび答えている。当時の隆の里は「稽古場大関（横綱）」と呼ばれ、関係者の間では実力者であることが認識されていた。
1970年には名城大学のウエイトリフティング部監督と出会い、7月場所のたびに指導を受けていたが、糖尿病にかかって以降は本格的にウエイトトレーニングの指導を仰いだ。

### 十両・幕内・三役時代
1974年（昭和49年）11月場所で新十両。十両東3枚目だった1975年（昭和50年）1月場所には珍しいヌケヌケを記録している。初日に勝ってのヌケヌケであったため8勝7敗の勝ち越しだった（後述）。1975年5月場所で新入幕を達成。
当時から怪力による吊り寄りの強さがあったが、突き押し相撲には弱く、相手を捕まえられないまま土俵を割ってしまう場面も多かった。糖尿病の影響で血糖値が不安定なのも影響していたようだ。また身体が柔軟性に欠け、柔道時代の癖もあって、どちらかというと取り口は不器用な方だった。この点、身体の柔らかさからくる懐の深さを武器にしていた若三杉とは対照的である。実力は十分ながら精神面で弱いと評されたこともあり、大舞台でなかなか実力を発揮できない部分もあったといわれている。
入幕してすぐには幕内に定着できず、十両との往復を繰り返した。その間に、同部屋の若三杉や怪童と呼ばれた北の湖など、いわゆる花のニッパチ組（昭和28年・1953年生まれ）に先を越されてしまう（隆の里は昭和27年生まれ）。
1979年（昭和54年）5月場所に4度目の入幕。翌7月場所で四股名を「隆ノ里」から「隆の里」に改名し、以後は幕内に定着する。同年9月場所で新三役、小結を飛び越えて関脇へ昇進した。
1980年（昭和55年）ごろから糖尿病が快方に向かい成績が向上。師匠・二子山親方がよき理解者となり治療に協力したのが大きかったという。隆の里は、1970年代の相撲界では異端視されていた筋力トレーニングなどの科学的トレーニングを、早くから積極的に行っていた。一部で「頑迷」と語られる二子山も、隆の里が科学的トレーニングばかり行うのではなく相撲本来の稽古も熱心だったことから、独自のトレーニング方法を認めていたといわれる。1980年（昭和55年）9月場所2日目の麒麟児戦では右手首の亀裂骨折の重傷を負ったが、二子山から「医者の言うことばかり聞いていても強くならないぞ」と休場を認めず「稽古で固めろ」と言われてその後実際にこの重傷を稽古で治した。
千代の富士や琴風、朝汐、同部屋の太寿山などと並んで大関候補と呼ばれるようになった。とはいえ精神面の弱さからか成績が安定せず、優勝争いにも顔を出すほどの大勝ちもあるが大事な場所で2桁勝利に届かず大関昇進に幾度か失敗し、千代の富士や琴風に先を越される結果になった。
1980年(昭和55年)11月場所では殊勲賞を獲得するも、12勝目を目指して臨んだ千秋楽は平幕の朝汐（のち大関・朝潮）に敗れており、千秋楽の取組後に「負けて、オメオメとインタビューを受ける気にはならない」と、三賞力士恒例のNHKのインタビューを拒否した。後日その理由を「毎日、命をかけて土俵に上がっているのに、負けた直後、ニコニコしてインタビューなんか、受けていられるか。それができるヤツは力士じゃなく、俳優か、歌手になればいいんだ」と明かしている。
1981年（昭和56年）3月場所では、稽古で擦りむいた膝の傷からばい菌が入って蜂窩織炎にかかる。厳しさで有名な師匠・二子山でさえ休場をすすめたが、隆の里は入院して十字切開手術をして、四十度の高熱を押さえて病院から支度部屋に顔を出さずに場所へ通う。体育館横の事務所で穴があいた傷の手当てをし、控えに入る直前に痛み止めの注射をして土俵にあがったが、何とか二桁の白星をあげ、大関への足固めをした。これ以来、 相撲の後は爪に入った砂を消毒液を付けた脱脂綿で取り除いたり傷の手当をしており、常に救急箱を持参していた。苦労のかいあって三役で三場所合計33勝を挙げ、1982年（昭和57年）1月場所後に当時最スローの82場所、29歳3か月の年齢で大関に昇進した。大関昇進伝達式では口上に「健康管理に努め…」と糖尿病を抱える身であり治療のためにさまざまな工夫を重ねていることを公言する隆の里ならではの口上を述べた。
糖尿病を克服して大関に昇進した隆の里に関し、東京大学病院長の上田英雄教授（5代目横綱審議委員会委員長）は、「どうやって糖尿病を克服したのか。会って話をしたい。」と驚き、駿河台日大病院循環器科の梶原長雄教授は、「これは医学では説明できない。精神力で病気を治した。本人の努力以外ない。」と称賛し、隆の里の著書『糖尿病に勝った』の序文を執筆した。

### 大関時代・幕内初優勝
新大関の1982年3月と、5月は共に2場所連続で11勝4敗。1982年7月場所は不振で9勝6敗に終わるも、大関時代の1桁勝利はこれが唯一で、それ以外は常に2桁勝利と安定した好成績を残している。
1982年9月場所には初日から連勝を重ねて、15戦全勝で初めてとなる念願の幕内最高優勝を果たした。なお初土俵から86場所も掛けての幕内優勝は、当時でスロー記録の第1位でもあった。
このとき、 NHKの実況は「同僚が、後輩が、脚光を浴びる華やかな土俵の陰で、黙々と励み続けた十四年。相手に勝つこと以上に苦しかった病との闘いを乗り越えて、今、津軽の里に錦を飾る初優勝です。」と伝えた。優勝パレードの旗手は同郷・同時入門の盟友・2代若乃花が務めた。
最初の綱とりだった同年11月場所は10勝5敗で失敗。しかし翌1983年（昭和58年）1月場所は11勝、3月場所が12勝、5月場所は13勝で準優勝と、徐々に成績が上昇する。

### おしん横綱誕生
再び綱取りに挑んだ1983年7月場所は、同部屋の若島津と共にに綱取り場所となったが、中盤以降崩れた若島津に対し隆の里は千秋楽に相星で当たった千代の富士を倒し14勝1敗で2度目の優勝を果たし、7月場所後の横綱審議委員会では約20分の審議の結果、出席した7人の委員全員の一致により、ついに横綱推薦が決まった。立ち合いの腰高ぶりを「品がない」と指摘する意見や健康に注意することといった要望が委員から出たものの、直前3場所通算39勝は2代若乃花に次ぐ成績であり、また直前場所を優勝したことにより目立った異論はなかった。答申を受けた理事長の春日野は「年齢は関係ないと思う」「防御に入ると首投げを安易に打つなど甘い。攻めの相撲にも、もっとみがきをかければ横綱に耐え得る」と期待を寄せた。横綱昇進伝達式では「謹んでお受けします。横綱の名を汚さぬよう努力精進します」と述べた。
なお横綱土俵入りの型は、当時から後継者が少ない「不知火型」を選んだ。これは二子山が「高谷（隆の里）は初代羽黒山関に体つきが似ている」と示唆したことにより、型の保存に加え、腰高を矯正させるために指示したという。横綱土俵入りの指導は一門で同じ不知火型の佐渡ヶ嶽（元琴櫻）が行った。
すでに引退していた同郷・同時入門の2代若乃花は、病に苦しんだ隆の里の横綱昇進が決定すると、「自分は早く咲いて早く散ったけど、高谷には遅く咲いた分だけ一場所でも長く咲いてほしい。あいつは根性があるので、いつかは横綱になると思っていた。これで自分の夢もかなった。」と語り、「自分が横綱になったときより嬉しい。」と号泣した。
糖尿病に耐えながらの隆の里（30歳）横綱昇進を好評放送中の1983年度放送『おしん』（NHK連続テレビ小説）になぞらえ新聞は「おしん横綱誕生」と報道。1983年放送大河ドラマ『徳川家康』も含め、辛抱三人組「おしん・家康・隆の里」という流行語が生まれた。

### 千代の富士の天敵
隆の里は身体が硬く立合いも腰高なため、突き押し相撲や差したらいっぺんに出てくる速攻相撲（琴風など：後述）は苦手にしていた。しかし持ち前の怪力を生かし、右四つがっぷりに組み止めてしまえば、どんな強敵もほぼ確実に仕留めるだけの力を持っていた。右四つ両廻しを引き付けて吊り寄りで攻めるというのが得意な取り口だった。
千代の富士（隆の里とは同時に十両に昇進している）は隆の里を大の苦手にしていた。千代の富士いわく「右の相四つだけどがっぷりになると力負けする、何をやっても全部読まれて裏目に出る」というほどのものだったといい、場所中に支度部屋や廊下で隆の里とすれ違う際、顔も見たくない気分だったという。
隆の里は「千代の富士に1回勝てば白星3個分の価値がある」として攻略のため、千代の富士の相撲をビデオテープに録画、何度も繰り返し再生し、日常生活や趣味、巡業中の行動や考え方、クセに至るまで観察し、千代の富士の弱点を徹底研究していた。その結果ビデオテープが擦り切れたり、ビデオデッキが二場所で壊れ、修理に出すと擦り減ったヘッドを見た店員に「どうやったらこんな壊れ方するの?」と言われたり、隆の里がビデオばかり見ているので遊びにきた友人が呆れ果てて帰ってしまう、というほどだった。ビデオデッキは最終的に2台が壊れたという。隆の里は現役当時より、「他の力士は頭を使わなさすぎる。工夫がないんだ」と他の力士が自分の型を磨くことばかりに執着して相手を研究することが足りないことを嘆いており、こうした自身の考えも研究熱心さを支えていた。千代の富士に対するライバル意識は相当のもので、千代の富士の御当地巡業である北海道巡業ですら、郷土力士に花を持たせるショーとしての要素がある巡業の取組とあっても真剣勝負で取った。
千代の富士には対戦成績で16勝12敗（十両でも3度の対戦がありこれを含むなら18勝13敗）。さらに、千代の富士の横綱昇進後に限れば11勝6敗と圧倒した。千代の富士が平幕のころから横綱だった北の湖を除けば、隆の里がただ1人歴然とした差で勝ち越しており、1981年7月場所から1982年9月場所まで8連勝した。
このころの両者の相撲は立合いは千代の富士が前ミツを取り攻勢に出るのだが、隆の里が持ち前の怪力とのちにウルフスペシャルといわれた投げに対しては外掛けで我慢し、長い相撲に持ち込んで徐々に千代の富士の体を起こしてがっぷり右四つに持ち込んで寄る、吊る、投げるといういわば必勝パターンを確立していた。さらに、1983年7月場所から1984年（昭和59年）1月場所まで、4場所続けて千代の富士と優勝をかけて千秋楽相星決戦を行ない、3勝1敗という成績を残し、この間に隆の里は横綱昇進を果たしている。隆の里は優勝決定戦を1度も経験していないが、もし千代の富士対隆の里という決定戦があれば、千代の富士の決定戦無敗の記録はなかったのではという声が多い。
対千代の富士戦では多くの熱戦があったが、1981年9月場所では、新横綱の千代の富士と2日目に対戦が組まれた。たまたま隆の里は体調不良で、病院から直接国技館に場所入りして対戦。互いにがっぷり四つになり、しばらく土俵中央で胸が合っていたところ、突然隆の里が強烈な上手投げで一瞬で千代の富士を横転させるという展開になった。千代の富士は場所前から痛めていた足首を負傷し、翌日から休場を余儀なくされる。病院から場所入りした隆の里が、千代の富士を病院送りにするという皮肉な結果となった。千代の富士は翌場所やっと復活したものの、隆の里は対千代の富士戦でさらに6連勝を重ね、横綱を全く寄せ付けぬ強さを発揮した。横綱昇進前には「史上最強の大関」という呼び方をされることもあった。
なお1982年前後、隆の里、千代の富士、琴風の横綱・大関陣は三すくみの関係にあった。隆の里は千代の富士に強く、千代の富士は琴風に強く、琴風は隆の里に強かった。千代の富士戦に8連勝したのと同時期の1981年9月場所から1982年7月場所にかけて琴風戦では6連敗を喫するなど、隆の里は長く琴風を苦手にしていた。しかし、横綱昇進の時期には琴風を圧倒するようになっていた（1983年1月場所までの琴風戦は4勝17敗、1983年3月場所以後の同対戦は9勝1敗）。しかしスロー出世による年齢の壁には勝てず、早くに隆の里が衰えたことにより、その後ライバル不在もあって千代の富士の長きにわたる一強独走時代ができあがっていく。

#### 千代の富士 - 隆の里　全対戦一覧
| 場所           | 対戦日 | 隆の里勝敗 （通算成績） | 千代の富士勝敗 （通算成績） | 優勝力士       | 備考                                                 |
| -------------- | ------ | ----------------------- | --------------------------- | -------------- | ---------------------------------------------------- |
| 1978年1月場所  | 13日目 | ○(1)                    | ●(0)                        | 北の湖         | 初対戦                                               |
| 1978年3月場所  | 3日目  | ●(1)                    | ○(1)                        | 北の湖         |                                                      |
| 1978年5月場所  | -      | -                       | -                           | 北の湖         | 取り組みが組まれず対戦なし                           |
| 1978年7月場所  | 4日目  | ●(1)                    | ○(2)                        | 北の湖         |                                                      |
| 1978年9月場所  | 中日   | ○(2)                    | ●(2)                        | 北の湖         |                                                      |
| 1978年11月場所 | -      | -                       | -                           | 若乃花         | 取り組みが組まれず対戦なし                           |
| 1979年1月場所  | -      | -                       | -                           | 北の湖         | 取り組みが組まれず対戦なし                           |
| 1979年3月場所  | -      | -                       | -                           | 北の湖         | 取り組みが組まれず対戦なし                           |
| 1979年5月場所  | -      | -                       | -                           | 若乃花         | 取り組みが組まれず対戦なし                           |
| 1979年7月場所  | -      | -                       | -                           | 輪島           | 取り組みが組まれず対戦なし                           |
| 1979年9月場所  | -      | -                       | -                           | 北の湖         | 取り組みが組まれず対戦なし                           |
| 1979年11月場所 | -      | -                       | -                           | 三重ノ海       | 取り組みが組まれず対戦なし                           |
| 1980年1月場所  | -      | -                       | -                           | 三重ノ海       | 取り組みが組まれず対戦なし                           |
| 1980年3月場所  | -      | -                       | -                           | 北の湖         | 取り組みが組まれず対戦なし                           |
| 1980年5月場所  | -      | -                       | -                           | 北の湖         | 取り組みが組まれず対戦なし                           |
| 1980年7月場所  | 11日目 | ○(3)                    | ●(2)                        | 北の湖         |                                                      |
| 1980年9月場所  | 6日目  | ●(3)                    | ○(3)                        | 若乃花         |                                                      |
| 1980年11月場所 | 14日目 | ○(4)                    | ●(3)                        | 輪島           |                                                      |
| 1981年1月場所  | 10日目 | ●(4)                    | ○(4)                        | 千代の富士(1)  |                                                      |
| 1981年3月場所  | 13日目 | ●(4)                    | ○(5)                        | 北の湖         | 千代の富士、大関昇進                                 |
| 1981年5月場所  | 13日目 | ●(4)                    | ○(6)                        | 北の湖         |                                                      |
| 1981年7月場所  | 初日   | ○(5)                    | ●(6)                        | 千代の富士(2)  |                                                      |
| 1981年9月場所  | 2日目  | ○(6)                    | ●(6)                        | 琴風           | 千代の富士、横綱昇進                                 |
| 1981年11月場所 | 14日目 | ○(7)                    | ●(6)                        | 千代の富士(3)  |                                                      |
| 1982年1月場所  | 12日目 | ○(8)                    | ●(6)                        | 北の湖         |                                                      |
| 1982年3月場所  | 14日目 | ○(9)                    | ●(6)                        | 千代の富士(4)  | 隆の里、大関昇進                                     |
| 1982年5月場所  | 13日目 | ○(10)                   | ●(6)                        | 千代の富士(5)  |                                                      |
| 1982年7月場所  | 14日目 | ○(11)                   | ●(6)                        | 千代の富士(6)  |                                                      |
| 1982年9月場所  | 12日目 | ○(12)                   | ●(6)                        | 隆の里(1)      |                                                      |
| 1982年11月場所 | 千秋楽 | ●(12)                   | ○(7)                        | 千代の富士(7)  |                                                      |
| 1983年1月場所  | 千秋楽 | ●(12)                   | ○(8)                        | 琴風           |                                                      |
| 1983年3月場所  | 14日目 | ●(12)                   | ○(9)                        | 千代の富士(8)  |                                                      |
| 1983年5月場所  | -      | -                       | -                           | 北天佑         | 千代の富士の休場により対戦なし                       |
| 1983年7月場所  | 千秋楽 | ○(13)                   | ●(9)                        | 隆の里(2)      | 千秋楽結びの一番1敗同士の相星決戦                    |
| 1983年9月場所  | 千秋楽 | ○(14)                   | ●(9)                        | 隆の里(3)      | 隆の里、横綱昇進。千秋楽結びの一番全勝同士の相星決戦 |
| 1983年11月場所 | 千秋楽 | ●(14)                   | ○(10)                       | 千代の富士(9)  | 千秋楽結びの一番1敗同士の相星決戦                    |
| 1984年1月場所  | 千秋楽 | ○(15)                   | ●(10)                       | 隆の里(4)      | 千秋楽結びの一番2敗同士の相星決戦                    |
| 1984年3月場所  | -      | -                       | -                           | 若嶋津         | 千代の富士の休場により対戦なし                       |
| 1984年5月場所  | 14日目 | ○(16)                   | ●(10)                       | 北の湖         |                                                      |
| 1984年7月場所  | -      | -                       | -                           | 若嶋津         | 千代の富士の休場により対戦なし                       |
| 1984年9月場所  | 千秋楽 | ●(16)                   | ○(11)                       | 多賀竜         |                                                      |
| 1984年11月場所 | -      | -                       | -                           | 千代の富士(10) | 隆の里の休場により対戦なし                           |
| 1985年1月場所  | -      | -                       | -                           | 千代の富士(11) | 隆の里の休場により対戦なし                           |
| 1985年3月場所  | -      | -                       | -                           | 朝潮           | 隆の里の休場により対戦なし                           |
| 1985年5月場所  | -      | -                       | -                           | 千代の富士(12) | 隆の里の休場により対戦なし                           |
| 1985年7月場所  | 千秋楽 | ●(16)                   | ○(12)                       | 北天佑         | 最後の対戦                                           |

- 1983年7月場所以前までの対戦成績は、隆の里の13勝9敗と隆の里優勢だった。
- 1983年9月場所以降の両者横綱同士での対戦成績は、3勝3敗で全くの互角であった。

### 横綱時代
1983年9月場所は、千秋楽結びの一番において14戦全勝の横綱同士の相星決戦で千代の富士を倒して、新横綱で15戦全勝優勝を果たした。新横綱の全勝優勝は1938年（昭和13年）1月場所の双葉山以来実に45年ぶり、15日制定着後は史上初の快挙である。横綱同士の楽日全勝対決は1960年（昭和35年）3月場所の初代若乃花-栃錦、1963年（昭和38年）9月場所の柏戸-大鵬、1964年（昭和39年）3月場所の大鵬-柏戸、そしてこの一番まで4度を数えるがこれを最後に25年以上も出ていない（大関が参加した楽日全勝対決は2012年7月場所の白鵬-日馬富士で実現）。この場所の相撲は大関時代のように不利な体勢になるとあわてる癖がなく、識者からは「大関時代とは別人」と評された。
1983年11月場所は千代の富士との13勝1敗同士の相星決戦となり、惜しくも敗れて3連覇（結果からいえば4連覇）は逃したが、同1983年において自身唯一の年間最多勝を受賞した。翌1984年1月場所でも4場所連続で千代の富士との相星決戦となり、13勝2敗で4度目の優勝を果たしたが、これが隆の里の最後の幕内優勝となった。昇進時の「おしん横綱」のほか、僧帽筋が大きく盛り上がった筋骨隆々の体型から「ポパイ」というあだ名もあった。腕力には絶対の自信を持ち、「江戸の雷電と戦ってみたかった」とも話している。
一時期は「千代隆（ちよたか）時代」の到来を期待する声もあったが、1984年3月場所以降は体力の衰えや故障が重なり、成績が徐々に下降する。1984年9月場所11日目、入幕2場所目ながら最後まで優勝を争い「黒船来襲」とおそれられた、前頭6枚目の小錦との初対戦では、強烈な小錦の押し出しに土俵外まで吹っ飛んでしまった。その後1984年11月場所から1985年（昭和60年）5月場所まで、肘の怪我悪化により手術を受けるなどで、4場所連続休場に（途中休場2場所・全休2場所）。
再起を挑んだ1985年7月場所で10勝を挙げて一度は復活するが、これが隆の里の千秋楽まで皆勤出場した最後の本場所となった。翌9月場所は初日から2連敗を喫し3日目から途中休場。11月場所は4日目、関脇北尾（のち双羽黒）を攻めきることができず逆転負け、1勝3敗となったこの時点で新聞各社は引退を疑わなかったが、現役続投で5日目からまたも途中休場と成る。

### 現役引退
進退をかけて臨んだ1986年（昭和61年）1月場所でも本来の力は回復せず、同場所初日に保志（のち北勝海）との取組では肩透かしで敗れたのを最後に、同場所限りで現役引退（当時の年齢33歳3か月）を表明。横綱在位は15場所（約2年半）だった。このように引退時期が遅れたのは本人の引退する意思にもかかわらず、師匠・二子山の許しが出なかったからといわれる。
本人が語ったところによると、隆の里の横綱時代に調子が良かった横綱は千代の富士1人しかおらず、北の湖は1985年1月場所限りで引退していた。そのため、師匠に引退を申し出ても2度目までは「横綱は自分の事情だけで辞めるものではない」と諭されたという。その師匠も隆の里から「もう相撲が取れません」と3度目の引退申し出を受けたときに「わかった。春日野理事長に了解をもらってくるから」と言い、涙を流して愛弟子の引退申し出を了承したという。
優勝4回は横綱としてはあまり多くはないが、うち2回が全勝であった。最盛期の1983年3月場所〜1984年1月場所の6場所では優勝3回＋次点3回で80勝10敗、短期間ながらライバルを圧し最強とみられた点、決まったら必勝の得意な型（右四つがっぷり）をもっていた点、時間をかけて出世した点などは、横綱・三重ノ海と共通する。ただし、大関時代前半には角番を繰り返し大関陥落も経験、2桁勝利がなかなか挙げられず「大関失格」と言われた時期もあった三重ノ海に対し、大関時代の隆の里は1場所を除いて全て10勝以上と終始安定していた点が異なる。
期間の長短はともかく、ライバルが不在がちの千代の富士に対抗した唯一の横綱、という評価も多く、また当時の九重親方（元横綱・北の富士）も隆の里の引退時、「千代の富士が今日あるのは、ライバルとしてここまでした、という隆の里の功績も大きい」という賛辞を贈った。

## 親方時代

### 鳴戸部屋創設

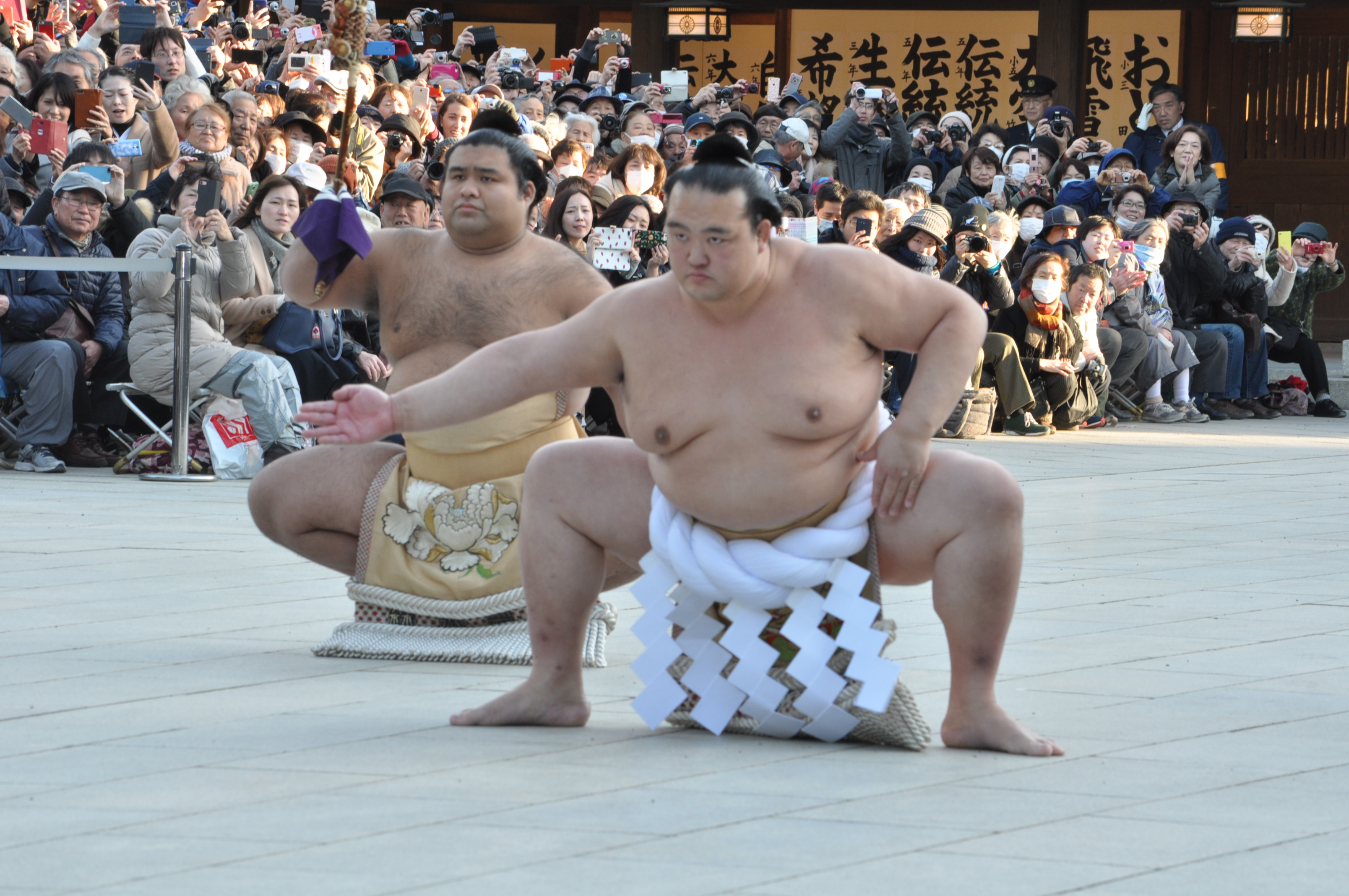
明治神宮に於いて奉納土俵入りを行った稀勢の里

引退後は年寄・鳴戸を襲名して、二子山部屋の部屋付き親方として後進の指導にあたっていたが、1989年（平成元年）2月1日付で力櫻ら6人の内弟子を連れて二子山部屋から分家独立して鳴戸部屋を創設した。当初は二子山部屋と同じく杉並での部屋創設を希望したが、地価高騰により千葉県松戸に土地を見つけ、相撲部屋が身近になかったため、騒音があるのではと言ってきた近所の人に、「相撲部屋はうるさくない。」と実証データを示して説得して部屋開きにこぎつけた。若くして糖尿病にかかった影響で出世が遅れ、衰えが早かったが、親方としての手腕は闘病経験が存分に活かされていた。
特に大相撲解説では、分析力は角界随一と呼ばれるほど相撲知識が豊富であり、弟子を指導するときもほかの親方のように、頭ごなしに叱り飛ばすような指導方法は取らず、全員に分かるまで諭すというやり方をとった。本場所中のここぞという勝負どころでは長時間にわたって作戦を細かく授ける周到さもみられた。実際、2010年11月場所2日目に稀勢の里が白鵬の連勝を63でストップさせた一番に関しても、鳴戸はその前夜に「こっちは左を絞って白鵬の右差しを許さず、引いたところを一気に攻めろ。そのとき目の前に上手があれば、ありがたくいただけ」と稀勢の里に策を与えた。
弟子を勧誘する際も一部の親方のように、好条件やはったりで釣らず誠実に勧誘するのが方針であったという。ただし、その一方では弟子に対する管理が厳しかった一面があり、「独身者の預金通帳を女将に預けさせ、通帳の使用は許可制」、「弟子が5年間に20人以上引退した時期もある」などという報道がされたことがある。
自身が現役時代に糖尿病で苦しんだ経験を持つため、弟子から糖尿病患者は絶対に出さないと誓い、弟子の指導に食育を積極的に取り入れており、食品や料理への造詣も深かった。部屋のちゃんこでも既成の食品はほとんど使わなかった。
引退後は審判委員を長く続けていたが、当時の現役年寄で千代の富士以前の横綱経験者が全て理事もしくは役員待遇委員なのに対し、隆の里は北の湖や千代の富士より年上にもかかわらず、役員待遇ではなかった。二所ノ関一門に横綱・大関経験者が多すぎることや、横綱時代の実績の差も原因とみられる。
学生相撲出身者を一切採用せず、いわゆる"中卒叩き上げ"力士を数多く入門させ、若の里、隆乃若、稀勢の里の3力士を関脇へ昇進させるなど、合計7人の関取を育てた手腕が評価されている。部屋の稽古は厳しく、臥牙丸の証言によると朝稽古が午後1時まで長引き、自身は出稽古に1日行っただけでもう二度と行くまいと猛稽古に辟易したという。その一方で、近年では珍しく出稽古を禁じていることに関してはほかの親方から疑問を呈されていた。2009年（平成21年）3月23日の理事長懇談会の席で、武蔵川理事長（横綱・三重ノ海）は「稀勢の里は出稽古に行かないと成長しない」という旨の発言をし、九重広報部長（横綱・千代の富士）もこれに同調した。これに対し鳴戸は
- 巡業やVTRで相手の研究はできる[46]。
- 自分の考えは師匠の教えを継承している。
- 自分が現役のときも出稽古にはほとんど行かなかった。
- 関取は部屋の者を鍛える役目がある。
- 数日出稽古に参加することで効果があるかは疑問[47]。
- 他の力士との馴れ合いを生む。[41]

という主張で反論している。
双方の意見に対し、元横綱・大鵬の納谷幸喜（当時既に協会を停年退職）は自身の連載で、大鵬が関脇のころ若羽黒のもとへ出稽古したことや初代若乃花に巡業で稽古してもらったこと、横綱になってからは清國・玉の海・北の富士が稽古にきたことを引き合いに出し、武蔵川理事長らを支持した。
一方で弟子の若の里は、「出稽古は毎日、行きました。佐渡ケ嶽部屋に同じ松戸市だったから、幕下のころから場所前に通っていましたね。親方の車で一緒に行ったかな、自転車で行ったこともある。出稽古禁止＝鳴戸部屋とかね、稀勢の里が出稽古したから“出稽古解禁”だって記事を見たけど、出稽古禁止なんて一切ないんです。次第に部屋に関取が増えてきて、自分の部屋で稽古ができたから行かなくなっただけ。そうしたらいつの間にか『出稽古しない部屋だ』となって、そのあと『出稽古禁止』になってしまった。よく朝青龍関や白鵬関も来ていましたしね。松戸の部屋にも、地方場所もよく来ていましたよ。どちらかと言うと、みんなが来てくれる感じになっていったんです。全然だれも受け付けないわけじゃないんです」と発言している。後年、雅山は「（出稽古禁止の方針は）先代（鳴戸）の本心ではなかったと思います。先代は、稀勢の里の性格、稽古場での弱さなどを全部見抜いていたのだと思います。稽古場では力が出ないタイプだから、出稽古に行った先でさんざんやられた場合、考え込んでしまうのではないか？　すると、悪いイメージだけが頭の中に残り、本場所での対戦に影響してしまうのではないか？　そこまで見越した上での、先代の方針ではなかったのかと僕は思うのです。」と指摘している。
2009年3月場所後、若の里の負傷により稀勢の里は同部屋の関取との稽古が不可能になった。このため鳴戸は特例として同年4月24日に伊勢ヶ濱部屋への出稽古を認めた。稀勢の里によれば「23日に日馬富士が来てくれたから、今度はこちらから行け」と命じられたという。この稽古以降は、2010年5月1日の二所ノ関一門の連合稽古まで出稽古は行われなかった。
2010年（平成22年）1月場所後に行われる日本相撲協会理事選に立候補する意思を示していたが、一門の緊急会合で対立候補となる貴乃花親方を支持する多くの親方（その中には同期入門の間垣親方（元2代若乃花）が含まれていた）が事実上破門させられたことを受け、立候補を断念した。大相撲八百長問題を受けて自由競争方式で新弟子を獲得することに対して「派閥や癒着が生まれ、それが八百長を生む温床になりかねない」「環境のよさなどを口説き文句にスカウトするため入門後に厳しく指導できないケースがある」と指摘し、大学や高校で実績を挙げた入門希望者の所属部屋を獲得希望する部屋による抽選で決める「新弟子ドラフト」制度を提言したが、同年11月に急死したこともありこれは実現されなかった。

### 2010年理事選辞退
2010年の日本相撲協会役員選挙に際し、二所ノ関一門からの3人目の理事として、鳴戸と貴乃花が立候補を表明。「4人が立候補して何が悪い」という貴乃花派の意見に対し、ベテラン親方らは「一門の総意に従わないのはおかしい」。同じ論調はかみ合わず、議長の放駒親方は多数決を選択した。挙手では「出ていけ」が大多数。貴乃花を支持した6人の親方が退席するという事態となった。票数を減らした同一門は、残る出馬希望者3人から、鳴戸が辞退し、現職の放駒（元大関魁傑）と二所ノ関（元関脇金剛）の理事選擁立を決定。鳴戸と一緒に上京して以来、無二の親友であり好敵手とされた間垣（元横綱2代目若乃花）が貴乃花を支持するという結果になった。

### 急逝
2011年（平成23年）11月6日、朝は稽古場に姿を現していたが、夜になり体調不良を訴え、39度の高熱があったため、夫人と部屋付きの9代西岩（幕内・隆の鶴）、幕内・若の里に付き添われ、杖をつきながら自力で歩き、福岡市の福岡輝栄会病院に車で向かうとそのまま緊急入院。喘息などの治療をしていたが、午後9時ごろに容態が急変し集中治療室に移された。関脇・稀勢の里が病院に駆けつけた際には意識不明の状態であった。翌11月7日午前9時51分、入院先の病院で家族に看取られながら急性呼吸不全のため死去した。59歳だった。
晩年の鳴戸は現役時代より体重が30kg以上増え、歩くと少々呼吸が荒くなることがあり、また本場所中に入院し、場所中の監察委員の業務を休んだこともあった。2000年ごろから心臓疾患があり、心臓発作時に服用する薬を常備するほどであった。睡眠時無呼吸症候群も併発したほか喘息に苦しんでおり、放駒理事長（当時）によると、最後は肺炎も起こしていたという。鳴戸の主治医によると両脚に蜂窩織炎もあり、40度の高熱を出すこともあった。若の里は「最後は2人きりで説教されながら、いろんなことを指導されたあとに、『俺ちょっと体調悪いから』と病院に行かれて、それで病院で亡くなってしまったんです。最後の会話は『お前は俺の言っていることは分かっていない』。その後で何か言われたかな…。とにかく説教されていなくなってしまわれたんです」と鳴戸との最後のやり取りを2017年のスポーツ紙の記事で語っている。
部屋の力士たちは7日の朝稽古中に師匠の訃報を知らされた。16時25分、病院にて部屋の若い弟子が白い布で師匠の姿を隠し、目を涙でにじませた稀勢の里、若の里、高安が190kgほどある師匠の亡骸を10分以上かけて搬送車に乗せた。当日夕方から福岡市の香椎典礼会館で急遽部屋主催のお別れの会が行われ、鳴戸部屋所属力士や相撲協会関係者が列席した。同時入門の間垣（2代若乃花）は、亡骸に向かいながら「お前何しているんだ、寝てる場合じゃないだろう。早く起きろ」と声をかけ、その後の記者会見では「自分が一歩早く（上位に）上がっても、必ず追いかけてきた。とにかく根性があった。よい弟子に恵まれ、これからというときだったのに…」と語りながら悔し涙を浮かべた。その後遺体は19時間かけ、翌8日夕方に千葉県松戸市の鳴戸部屋に戻った。葬儀および告別式は11日午前9時30分より松戸市の斎場にて行われ、夫人が喪主を務めた。

### 死後
11月8日には『週刊新潮』2011年11月3日号および11月10日号の報道による鳴戸部屋での弟子暴行疑惑と十両・隆の山へのインスリン注射疑惑に関する緊急理事会を開催、鳴戸への処分が検討される予定であった。当日の臨時理事会では、西岩の年寄・鳴戸襲名、鳴戸部屋の継承が承認された。隆の山へインスリンを投与問題では、隆の山が鳴戸の糖尿病治療のため処方されたインスリンを自ら注射したことを認めた。
インスリンは世界アンチ・ドーピング機関の禁止薬物に指定されているが、日本相撲協会の規定では禁止されておらず、本人が体重増量目的で師匠の了解を得ていたと説明。稀勢の里による師匠の暴行幇助疑惑は、親方のほうを向かせるために力士をつかんだためと報告された。二人は聞き取り調査の際に放駒理事長から注意を受けた。鳴戸の弟子暴行疑惑に関しては、鳴戸が2006年に弟子を角材などで殴打したと認めていたが、鳴戸本人の急死により調査は打ち切りとなった。
相撲協会は鳴戸部屋に再発防止を命じ、各部屋にも通達を出すとした。しかし、監督官庁である文部科学省の中川正春文科相は、閣議後に「調査に影響が出ると思うが、相撲界全体で暴力沙汰の話が出てこないように正常化することが大事だ」述べた。相撲協会は後日、文科省に調査報告書を提出するが、中川文科相は「相撲協会には調査と報告を求めていた。引き続き調査をしてもらう」と真相究明を求めている。また、九州場所の際の恒例である、歴代横綱が参集して会食する『横綱会』はこの一連の事態を受けて中止された。
九州場所では稀勢の里が大関昇進をかけており、鳴戸は大関昇進を見越して昇進伝達式用に紋付羽織袴を新調したばかりで、まだ1度しか袖を通していなかったそうである。部屋の力士は急遽名跡変更をした西岩改め14代鳴戸の下で場所に臨み、稀勢の里は大関昇進を決める。場所後、鳴戸の遺影の前で伝達式が行われた。
戒名は隆昌院忍岳俊道居士。横綱経験者だが理事経験がないため、両国国技館での協会葬は行われず、12月14日、二所ノ関一門による一門葬が千葉県松戸市内の鳴戸部屋で行われた。
2012年9月10日、2011年10月下旬に問題となった鳴戸やほかの力士からの暴行や行司からのセクハラを受けた問題に際し、鳴戸部屋に所属していた18歳と22歳の元力士が、行司と鳴戸遺族に対し2200万円の損害賠償要求を千葉地裁松戸支部に提訴した。第1回口頭弁論は10月29日。裁判は2013年12月に部屋の名称が田子ノ浦部屋へと改称されて以降も続いていたが、2014年5月16日に千葉地裁松戸支部は原告の請求を棄却している。
2017年3月場所には稀勢の里が横綱に、同年7月場所には高安が大関にそれぞれ昇進している。

## エピソード

### 土俵上の記録
- 十両時代には勝った翌日には負け、その翌日には勝つ（ヌケヌケと呼ばれる）というパターン「○●○●○●○●○●○●○●○」で8勝7敗とした場所（1975年1月場所）があり、これは相撲歴をたどっても珍しい星取りである。隆の里は星の取り方を見ても全体的にバラツキが目立つほうであり、特に1970年代後半（昭和50年代前半）は、幕内でもそれに近く、1つ2つ星が違えばヌケヌケとなるような成績を幾度も出していたほどである。
- 大関から横綱に昇進したときの成績を見ると、15戦全勝（大関、初優勝）の後、10勝5敗と綱とりを逃しているものの、翌場所は11勝4敗→12勝3敗→13勝2敗→14勝1敗（優勝）→15戦全勝（新横綱、優勝）と1勝ずつ増やしながら全勝にたどり着いていて、これもまた珍しいものである。しかしその後は13勝2敗→13勝2敗（優勝）→11勝4敗→11勝4敗→10勝5敗→10勝5敗とだんだん降下している。その後、1984年11月場所からはほとんど途中休場と全休の繰り返しとなり、最後の皆勤場所となった1985年7月場所も10勝5敗だった。それでも新横綱で15戦全勝という偉業を成したことは、大力士と呼ばれた過去の横綱にもないことで、このときの隆の里が最強ともいわれた。なお、新横綱全勝優勝は前場所に続く優勝で連覇達成のほかに前年からの9月場所連覇という2つの連覇も同時に達成している。特に9月場所連覇はどちらも全勝優勝である。

### 土俵の鬼イズム
- 出世前は、師匠・二子山の付け人を長きにわたって務めていた。師匠である「土俵の鬼」を尊敬し、憧れ、偉大な存在として仰ぎ見続け、弟子たちのなかでも一番師匠を尊敬し、相撲界の親方としての道を、同じように歩みたいと思い、弟子の指導も部屋の運営も、若乃花イズムをそのまま受け継いでいた[75]。
- 二子山へ同郷同時入門した2代若乃花が引退表明した時、一番寂しかったのは、明日からもう一緒に稽古できないと思ったことだったという。土俵の上ではよくケンカしたが、土俵を離れたら心の底に流れているものは同じで、一緒に入門して苦しさを共有して乗り越えた仲と述べている[76]。
- 阿佐ヶ谷勢全盛期の力士として、現役時代、両国勢に負けたくないという気持ちが強かったと述べている[77]。
- 同門・阿佐ヶ谷勢の後輩である第62代横綱大乃国は引退会見で、現役時代の思い出の一番として、二子山部屋への出稽古で若いころから稽古をつけてくれた同門の先輩横綱である隆の里に初めて勝った相撲をあげた[78]。
- 青森から2代若乃花とともに上京し、二子山部屋に入門して最初の食事が「すき焼き」だった。若の里など弟子が入門した時の最初の食事と元旦は「すき焼き」にしていた[79]。
- 現役時代における稽古場では、土俵際で力を抜く相手を容赦なく壁の羽目板に叩きつけた。「俵のところで力を抜くやつは突き飛ばしてやれ」という師匠の教えを忠実に守っていたためである。周りからは異端児扱いされようとも「やられた相手は委縮するかもしれないし、なにくそと闘志を剥き出しにしてやり返してくるかもしれない。稽古相手を怒らせて本気にさせる。そうなって初めて精神面も含めた相手の力量がわかる。本当の稽古はそこからだ」と全く意に介さなかった[80]。
- 鳴戸部屋では、新弟子の仕事である洗濯時に、平成の時代でも洗濯機を使わず、洗濯板で手洗いさせていた[81]。
- 弟子が関取に昇進すると、師匠を見習い、決まって臙脂色の締め込みを自費で贈っていた。
- テーピングに関しては「敗残兵じゃないんだから」と師匠・二子山同様に好まず、弟子たちにもよほどのことがない限りテーピングは許さなかった[82]。
- 隆乃若によると、本場所や稽古が終わっても、鳴戸部屋の力士はあまり遊び歩かずに、トレーニングジムにこもって、筋トレに精出すことが多かった。外で遊んでいると親方が求める厳しい稽古についていけなかったからだという[83]。
- 部屋の師匠としてはのちの出世頭である稀勢の里ですらも信用し切ることはなく、むしろ「私が少しでも目を離すと、あいつの性格では安易な方向へと流れてしまうんだ」と厳しい目を向けていた[84]。
- たとえ相手が後輩であっても先に挨拶をするように心かけていた。大関、横綱といえば相撲の世界では最高の地位だが、番付最上位者に声をかけられた若手力士はみなキョトンとしていた。それは一つの戒めとして、のぼせない、天狗にならないようにするためだったという[85]。
- 大関候補として期待がかかっていた1981年（昭和56年）7月には『糖尿病に勝った!』（立風書房。のち学習研究社に合併）という本を出している。「鍛錬とは、頭のてっぺんから足の先まで、肉体を覆っている細動脈の先端にまで細心の注意を行き届かせないといけない。」と病と闘い克服した自らの稽古哲学として述べている[86]。
- 大相撲八百長問題に角界が揺れていたころ、鳴戸は「俺なら(八百長を)疑われた時点で辞める」と言い切るなど八百長を憎む立場を示した。
- 親方時代のあるとき「俺なんか大乃国と隆三杉に2人がかりで押させたもんだ」と相撲界でいう「イイトコ」（話半分や冗談）を口にしていた。これは「出稽古しなくても、部屋で申し合いや三番稽古以外にも工夫次第でやりようがあるんだ」というのが真意である[87]。
- 2011年7月場所前、自身が育った二子山部屋の宿舎であった寺(2011年当時、花籠部屋が使用)で二所ノ関一門合同稽古があった際、ランニングシャツにズボン姿でそこに出かけた。妻は「皆さんがいらっしゃるんだから、そんな恰好じゃ驚くわ。襟付きのシャツを着ていけば」と言ったが譲らず、自身の師匠・二子山が自身の現役当時にしていたのと同様の服装を真似た[88]。
- 現役時代の千代の富士が幕内・十両経験のある錚々たるメンバーを付け人に従えていたのに対し、既に年寄・鳴戸を襲名していた隆の里は貴闘力や若翔洋といった才能に乏しいとされた若手を付け人に連れ、自身の付け人達を「ガラクタも磨けば光る!」と励ました[89]。

### マスコミ嫌いの読書家
- 現役時代からマスコミ嫌いで知られ、地方場所では支度部屋を使わず、隣にあった警備室に閉じこもり、一切取材を受け付けなかったこともあった[90]。英字紙で「スポーツ新聞の記者は勉強していない。」と発言して記者と冷戦状態になったこともある[91]。旧鳴戸部屋晩年期は後援会関係者や報道陣以外は稽古を見学することが難しく[92]、隆の鶴が名跡変更と部屋移転により田子ノ浦部屋として新体制に転換（詳しくは本人の項へ）するまで少なからず報道規制の措置を取ることがあった。部屋の稽古方法を「非合理的である」と指摘した地方紙に激怒して猛抗議し、それが通信社の配信と知ると今度は猛然と通信社に抗議して、結果として相手方に「このような記事は掲載しない」と謝罪させてしまうような頑迷さも伝えられている[43]。
- マスコミ嫌いのきっかけの一つに、1981年（昭和56年）3月場所で、手術したため入院先の病院から支度部屋に顔を出さず場所へ通ったときに、誤解したマスコミから「行方不明事件」と厳しい記事を書かれた経験がある。手術直後で長い相撲を取れないので首投げで勝つと「大関の声がかかろうとする人が、あのような相撲で勝つとは。」と批判記事を書かれた。のちに「自分の人生をかけた場所でしたので、マスコミに人格を疑うコメントを書かれ、本当に憤りを感じた。」と語っている[22]。
- 現役引退後は審判委員に就任するまで、NHKサンデースポーツの中で「大相撲・鳴戸親方のこの一番」を担当し、司会の中村克洋アナと実際に取り組みの体制になりながら解説をして好評だった。実況放送でも、力士の体型を「背中を丸めてカタツムリみたいな恰好で」「首を縮めて亀のような恰好」「床の間の置物のようにゴツゴツした筋肉」といった素人にもわかりやすいきめ細かい表現、勝負ばかりでなく心のやり取りを入れながら理路整然とした解説を披露して、無口な横綱と思っていた視聴者を驚かせた[93]。また、サンデースポーツでは引退後の力士の健康管理をテーマに、「元横綱隆の里減量作戦」というコーナーが設けられ、定期的に体重やウエストサイズを公表していた時期もあった。
- 角界でも屈指の読書家で知られ、子どものころ、『レ・ミゼラブル』を読んで、ジャン・バルジャンの生涯に涙し、『トムソーヤの冒険』『リンカーン物語』『伊豆の踊子』などの文学本や歴史の写真集、偉人伝を読みあさっていた。大相撲の解説には、読書で培われた知識の裏打ちを感じさせる格調の高さがあったと、NHKの実況アナウンサーだった杉山邦博が証言している[93]。
- 同郷同時入門した2代若乃花は「自分（2代若乃花）が週刊平凡や週刊明星を読んでいるとき、隆の里は文藝春秋、プレジデントを愛読し、NHKのニュースセンター9時を見終わったら寝て、早朝から稽古に励んでいた。」と語っている[76]。『歴史への招待』も楽しみに観ていたという[94][19]。
- 草野仁は、「角界の親方衆には珍しい読書家で、インテリジェンスに溢れる方でもありました。相撲界の古い体質を嘆くことも多く、ご自身なりの前向きな協会改革案もいくつもお持ちのようでした。」と証言している[95]。実は大学に進学し経済を学びたいという希望があり、取材に来た記者が経済学部出身と聞くと質問攻めし、質問された記者は専門書が並ぶ蔵書を見て驚いたという。
- 師匠二子山の夫人は、難しい医学書を読破し、さまざまな治療を試して糖尿病を克服した隆の里の姿を、つい亡き息子の生まれ変わりなのではと思いながら見守り、隆の里は「ドクトル横綱」であると手記で述べた[96]。
- 『相撲しか知らない人間になるな』と弟子に教育していた。「いろんな人と食事に出かけても、相撲の話しかできない人間になるなと言われました。師匠はいろいろな本を読んでいましたね。一番好きだったのは歴史じゃないですか。中国が大好きだった」と弟子の若の里や隆乃若が語っている[49][83]。
- 闘病や料理・食育のほかに部屋の旅行にも勉強家である面が反映されており、部屋の旅行には「その場限りの享楽だけ、後に何も残らないのはもったいない。」という理由であちこちの名所旧跡、博物館などを巡り歩くものを催したという[97]。部屋の衆と出かけた西安旅行のエピソードについて「事前に西安について勉強するために中国の映画を見せ、弟子たちが寝ないようにアイスやお菓子を用意したが、映画が始まってから後ろを振り向くとアイスを咥えて寝ている弟子がいてがっかりした」「兵馬俑に行った際にガイドが一生懸命説明しているのに一番後ろの席で花札をしている弟子がいたので、頭にきてマイクで殴ってやった」などと事前に行った勉強会や現地での苦労が語られた[98]。
- 宮本武蔵の言葉である『鍬（くわ）も剣なり』という言葉を好んだ。普段から、これは何の効果、意味があるんだと、掘り下げて考える力が湧くことが重要という[99]。
- 弟子の高安がフィリピン系日本人であることからマニー・パッキャオに興味を持っていたようであり、稽古の合間に話題にすることが多かった[100]。
- 部屋の稽古場に置いてあった腕力強化用の白い石には「自分の頭で考えろ」という隆の里の指導訓が書かれていた[101]。

### 食育
- たいていの相撲部屋ではチャンコ長がその日の献立を決めるが、鳴戸部屋では親方自ら決めた。まず弟子の前でヘルシーでおいしいちゃんこを自分が作ってみせて、見本を示した[83]。
- 毎日のちゃんこも自身が納得するまで何度も力士達に作り直させていたほどこだわりが強く、うどんもラーメンも、麺から力士たちが打つほどであった[102]。おでんの練り物も魚をすり潰して揚げるなど、あくまで手作りにこだわった[97]。
- NHKの料理番組「きょうの料理」の講師（魚料理）を務めたほか、2003年（平成15年）12月には著書『親方はちゃんこ番』（ポプラ社 ISBN 978-4591078167）を上梓している。
- 白星に繋がり験がよいからと、全国から差し入れられた卵を好んで料理に使ったと言い[97]、ある時期に3000個の卵が届けられた際にはこれを1個たりとも粗末に扱いたくないからと、卵料理のレシピを充実させた。ちゃんこ鍋のメニューは多彩で、手書きのレシピは漫画週刊誌ほどの厚さになった[97]。
- 食事は最高のコミュニケーションであり、きちんとした食事を作っている家庭ならそう曲がった子供は育たないと述べている。入門した弟子には、「お母さんが作った料理で一番好きなものは何か」と必ず聞いていた[103]。
- 部屋の製麺機のために、太麺、細麺、縮れ麺、極細麺に対応する刃を各種揃え、部屋の手作りラーメンは「そんじょそこらのラーメン店が裸足で逃げる」と語り草になっているほどの美味しさであった[104]。
- 弟子をスカウトに行くときは、「親方の地位や部屋の格式ではなく、目の前にいる親方がどのくらい人間として信頼できるかがポイントである。」と述べており、親に対しては、その土地を下調べしてスカウトに行った土地の人しか知らない食事の話題をした。それは、自分たちの土地の愛すべき食事の話題なら心を開き、自分たちのことを調べていてくれたと考えてもらえたからである[105]。
- ある日鳴戸部屋で若い所属力士向けに部屋の食事としてカレーライスやハンバーグ、ちゃんぽんが並び、ちゃんこ鍋がカットされたのを見ると、大相撲の伝統と力士のイメージに反するメニューに顔を真っ赤にして怒り出し、即座に稽古を中断して全力士を集め、1時間にわたって力士と食事について熱弁を揮った[106]。
- 現役時代に相当の節制をしていたという通説とは異なるが、付け人を務めていた貴闘力によると現役時代はラーメン屋巡りが趣味であった[89]。

## 主な成績

### 通算成績
- 通算成績：693勝493敗80休 勝率.584
- 幕内成績：464勝313敗80休 勝率.597
- 横綱成績：95勝42敗75休 勝率.693
- 大関成績：106勝29敗 勝率.785
- 現役在位：106場所
- 幕内在位：58場所
- 横綱在位：15場所
- 大関在位：9場所
- 三役在位：10場所（関脇8場所、小結2場所）
- 連勝記録：21（1983年7月場所13日目 - 1983年11月場所3日目）
- 年間最多勝：1983年（78勝12敗）
- 連続6場所勝利：80勝（1983年3月場所 - 1984年1月場所）
- 通算（幕内）連続勝ち越し記録：20場所（1981年7月場所 - 1984年9月場所）
- 幕内連続2桁勝利記録：13場所（歴代10位タイ、1982年9月場所 - 1984年9月場所）
- 幕内連続12勝以上勝利：6場所（1983年3月場所 - 1984年1月場所）

### 各段優勝
- 幕内最高優勝：4回（全勝2回）(1982年9月場所,1983年7月場所,1983年9月場所,1984年1月場所)
- 十両優勝：1回（1979年3月場所）

### 三賞・金星
- 三賞：7回
  - 殊勲賞：2回 (1980年9月場所,1980年11月場所)
  - 敢闘賞：5回 (1977年11月場所,1980年7月場所,1980年9月場所,1981年11月場所,1982年1月場所)
- 金星：2個（輪島1個、北の湖1個）

### 場所別成績
| | 一月場所 初場所（東京） | 三月場所 春場所（大阪） | 五月場所 夏場所（東京） | 七月場所 名古屋場所（愛知） | 九月場所 秋場所（東京） | 十一月場所 九州場所（福岡） |
| --- | ----------------------- | ----------------------- | ----------------------- | --------------------------- | ----------------------- | --------------------------- |
| 1968年 （昭和43年） | x                       | x                       | x                       | （前相撲）                  | 西序ノ口10枚目 5–2      | 東序二段43枚目 1–6          |
| 1969年 （昭和44年） | 東序二段66枚目 4–3      | 西序二段43枚目 4–3      | 西序二段23枚目 3–4      | 西序二段28枚目 2–5          | 西序二段45枚目 6–1      | 西三段目97枚目 4–3          |
| 1970年 （昭和45年） | 西三段目81枚目 2–5      | 西序二段6枚目 4–3       | 東三段目75枚目 3–4      | 西序二段2枚目 6–1           | 西三段目50枚目 5–2      | 西三段目22枚目 4–3          |
| 1971年 （昭和46年） | 西三段目11枚目 3–4      | 東三段目20枚目 4–3      | 東三段目5枚目 6–1       | 東幕下34枚目 3–4            | 東幕下41枚目 4–3        | 西幕下36枚目 5–2            |
| 1972年 （昭和47年） | 東幕下23枚目 5–2        | 東幕下11枚目 2–5        | 東幕下26枚目 3–4        | 東幕下30枚目 3–4            | 西幕下38枚目 5–2        | 東幕下24枚目 4–3            |
| 1973年 （昭和48年） | 東幕下19枚目 6–1        | 西幕下3枚目 3–4         | 西幕下6枚目 4–3         | 東幕下5枚目 3–4             | 西幕下7枚目 3–4         | 西幕下12枚目 3–4            |
| 1974年 （昭和49年） | 西幕下19枚目 5–2        | 東幕下11枚目 4–3        | 西幕下7枚目 5–2         | 東幕下3枚目 4–3             | 西幕下筆頭 4–3          | 東十両13枚目 10–5           |
| 1975年 （昭和50年） | 東十両3枚目 8–7         | 東十両2枚目 10–5        | 西前頭13枚目 7–8        | 西前頭14枚目 6–9            | 東十両2枚目 3–12        | 東十両12枚目 8–7            |
| 1976年 （昭和51年） | 西十両8枚目 8–7         | 西十両6枚目 9–6         | 東十両2枚目 9–6         | 西前頭12枚目 4–6–5          | 東十両5枚目 9–6         | 西前頭12枚目 10–5           |
| 1977年 （昭和52年） | 西前頭4枚目 8–7         | 西小結 4–11             | 西前頭7枚目 7–8         | 東前頭8枚目 8–7             | 東前頭6枚目 5–10        | 西前頭11枚目 11–4 敢        |
| 1978年 （昭和53年） | 東前頭4枚目 4–11        | 東前頭10枚目 9–6        | 西前頭4枚目 8–7         | 東前頭筆頭 4–11             | 東前頭8枚目 9–6         | 西前頭3枚目 2–13            |
| 1979年 （昭和54年） | 西前頭12枚目 5–10       | 東十両2枚目 優勝 11–4   | 東前頭11枚目 10–5       | 西前頭2枚目 8–7             | 西関脇 8–7              | 東関脇 6–9                  |
| 1980年 （昭和55年） | 西前頭筆頭 4–11         | 西前頭7枚目 7–8         | 東前頭9枚目 6–9         | 東前頭12枚目 12–3 敢        | 西前頭筆頭 13–2 殊敢★   | 西関脇 11–4 殊              |
| 1981年 （昭和56年） | 西関脇 9–6              | 東関脇 10–5             | 東関脇 6–9              | 西前頭筆頭 9–6              | 西張出小結 10–5         | 東関脇 11–4 敢              |
| 1982年 （昭和57年） | 東関脇 12–3 敢          | 西大関 11–4             | 東大関 11–4             | 東大関 9–6                  | 西大関 15–0             | 東大関 10–5                 |
| 1983年 （昭和58年） | 東大関 11–4             | 西大関 12–3             | 東大関 13–2             | 東大関 14–1                 | 西横綱 15–0             | 東横綱 13–2                 |
| 1984年 （昭和59年） | 西横綱 13–2             | 東横綱 11–4             | 東横綱 11–4             | 西横綱 10–5                 | 西横綱 10–5             | 東横綱 0–3–12               |
| 1985年 （昭和60年） | 東張出横綱 1–3–11       | 西横綱 休場 0–0–15      | 西横綱 休場 0–0–15      | 西横綱 10–5                 | 西横綱 0–3–12           | 西横綱 1–4–10               |
| 1986年 （昭和61年） | 西横綱 引退 0–2–0       | x                       | x                       | x                           | x                       | x                           |
| 各欄の数字は、「勝ち-負け-休場」を示す。 優勝 引退 休場 十両 幕下 三賞：敢=敢闘賞、殊=殊勲賞、技=技能賞 その他：★=金星 番付階級：幕内 - 十両 - 幕下 - 三段目 - 序二段 - 序ノ口 幕内序列：横綱 - 大関 - 関脇 - 小結 - 前頭（「#数字」は各位内の序列） |                         |                         |                         |                             |                         |                             |

## 合い口
- 元横綱・輪島には1勝11敗。1980年9月場所で、金星を獲得した。
- 元横綱・北の湖には7勝15敗。横綱同士の対戦は4勝1敗。最後の勝利は1984年7月場所で、決まり手は寄り切り。
- 元横綱・三重ノ海には1勝7敗。
- 元横綱・千代の富士には16勝12敗。横綱同士の対戦は3勝3敗。最後の勝利は1984年5月場所で、決まり手は外掛け。
- 元横綱・双羽黒には3戦全敗。いずれも北尾時代の対戦である。
- 元横綱・北勝海には5勝5敗。1986年1月場所で肩透かしで敗れた相撲が、現役最後の一番となった。いずれも保志時代の対戦である。
- 元横綱・大乃国には4勝6敗(不戦敗1を含む)。いずれも大乃国が大関・横綱に昇進する前の対戦である。
- 元横綱・旭富士には7勝1敗。
- 元大関・大受には1勝。
- 元大関・魁傑には5勝3敗。いずれも魁傑の大関陥落後の対戦である。
- 元大関・旭國には4戦全敗。
- 元大関・増位山には6勝8敗(不戦勝1を含む)。
- 元大関・琴風には13勝18敗。大関同士の対戦は4勝5敗。
- 元大関・朝潮には12勝14敗。大関同士の対戦は2勝。
- 元大関・北天佑には13勝8敗。大関同士の対戦は1敗。
- 元大関・小錦には1勝2敗(不戦敗1を含む)。
- 元大関・霧島には1勝。

## 幕内対戦成績
| 力士名     | 勝数 | 負数 | 力士名   | 勝数 | 負数 | 力士名   | 勝数 | 負数 | 力士名 | 勝数 | 負数 |
| ---------- | ---- | ---- | -------- | ---- | ---- | -------- | ---- | ---- | ------ | ---- | ---- |
| 青葉城     | 16   | 6    | 青葉山   | 5    | 4    | 朝潮     | 12   | 14   | 旭國   | 0    | 4    |
| 旭富士     | 7    | 1    | 東洋     | 10   | 1    | 天ノ山   | 7    | 4    | 荒勢   | 2    | 5    |
| 板井       | 3    | 0    | 岩波     | 6    | 3    | 大潮     | 9    | 7    | 巨砲   | 22   | 5    |
| 大錦       | 10   | 5(2) | 大ノ海   | 1    | 1    | 大乃国   | 4    | 6(1) | 大登   | 2    | 1    |
| 大豊       | 3    | 0    | 大鷲     | 2    | 0    | 魁輝     | 17   | 5    | 魁傑   | 5    | 3    |
| 北尾       | 0    | 3    | 北瀬海   | 3    | 5    | 北の湖   | 7    | 15   | 騏ノ嵐 | 1    | 2    |
| 霧島       | 1    | 0    | 麒麟児   | 17   | 6    | 蔵間     | 18   | 7    | 黒瀬川 | 10   | 3    |
| 黒姫山     | 7    | 4    | 高望山   | 4    | 0    | 琴ヶ梅   | 0    | 1    | 琴風   | 13   | 18   |
| 琴ヶ嶽     | 3    | 1    | 琴乃冨士 | 0    | 2    | 琴若     | 4    | 1    | 小錦   | 1    | 2(1) |
| 金剛       | 0    | 1    | 斉須     | 2    | 0    | 蔵玉錦   | 5    | 3    | 逆鉾   | 3    | 4    |
| 佐田の海   | 13   | 1    | 嗣子鵬   | 2    | 0    | 白田山   | 1    | 0    | 陣岳   | 1    | 0    |
| 神幸       | 0    | 1    | 大峩     | 0    | 1    | 大豪     | 1    | 0    | 大受   | 1    | 0    |
| 大徹       | 2    | 0    | 大竜川   | 1    | 1(1) | 高見山   | 10   | 5    | 多賀竜 | 4    | 1    |
| 谷嵐       | 2    | 2    | 玉輝山   | 4    | 2    | 玉ノ富士 | 5    | 8    | 千代櫻 | 2    | 1    |
| 千代の富士 | 16   | 12   | 寺尾     | 0    | 1(1) | 出羽の花 | 15   | 13   | 闘竜   | 14   | 3    |
| 栃赤城     | 12   | 7    | 栃司     | 0    | 1    | 栃剣     | 2    | 0    | 栃光   | 16   | 8    |
| 羽黒岩     | 0    | 1    | 花乃湖   | 1    | 0    | 播竜山   | 10   | 5    | 富士櫻 | 5    | 7    |
| 双津竜     | 4    | 9    | 鳳凰     | 10   | 0    | 北天佑   | 13   | 8    | 保志   | 5    | 5    |
| 増位山     | 6(1) | 8    | 舛田山   | 15   | 6    | 三重ノ海 | 1    | 7    | 陸奥嵐 | 1    | 1    |
| 豊山       | 6    | 4    | 琉王     | 1    | 1    | 若瀬川   | 2    | 0    | 若ノ海 | 1    | 3    |
| 若の富士   | 4    | 0    | 輪島     | 1    | 11   | 鷲羽山   | 5    | 10   |        |      |      |

## 改名歴
- 高谷 俊英（たかや としひで）1968年7月場所 - 1971年1月場所
- 隆ノ里 俊英（たかのさと -）1971年3月場所 - 1979年5月場所[注 5]
- 隆の里 俊英（たかのさと -）1979年7月場所 - 1986年1月場所

## 年寄変遷
- 鳴戸 俊英（なると としひで）1986年1月-2011年11月

## 弟子

### 横綱
- 稀勢の里寛（72代・茨城）

### 大関
- 髙安晃（大関・茨城）

### 関脇
- 若の里忍（青森）
- 隆乃若勇紀（長崎）

### 前頭
- 力櫻猛（前4・奈良）1（入門は二子山部屋）
- 隆の鶴伸一（前8・鹿児島）
- 隆の山俊太郎（前12・チェコ）

## 著書
- 『糖尿病に勝った!』（立風書房。のち学習研究社に合併）
- 『親方はちゃんこ番』（ポプラ社 ISBN 978-4591078167）